# Сабіна Бішофф
Сабіна Бішофф (21 травня 1958 , Таубербішофсгайм, Баден-Вюртемберг  — 6 березня 2013 , Вайкерсгайм, Баден-Вюртемберг ) — німецька фехтувальнця на рапірах, олімпійська чемпіонка 1984 року, чемпіонка світу.

## Виступи на Олімпіадах
| Олімпіада         | Дисципліна           | Місце |
| ----------------- | -------------------- | ----- |
| Лос-Анджелес 1984 | індивідуальна рапіра | 7     |
| Лос-Анджелес 1984 | командна рапіра      | 1     |